# Gravensteen (Gent)

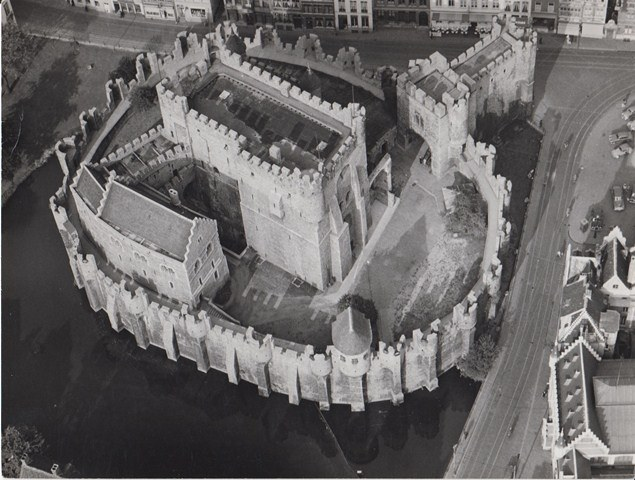
Luchtfoto uit 1970

Het Gravensteen is een versterkte waterburcht, gelegen in de Oost-Vlaamse stad Gent met een vrijwel intact verdedigingssysteem. Het huidige kasteel in beheer van Historische Huizen Gent dateert uit 1180 en was de residentie van de graven van Vlaanderen tot 1353. Het werd oorspronkelijk nieuw slot ('novum castellum) genoemd. Het werd later herbestemd als rechtbank, gevangenis, muntdrukkerij en zelfs als katoenfabriek. Het werd in 1893-1903 gerestaureerd.
Het is nu een museum en vormt een belangrijke toeristische trekpleister in de stad. Van de burcht zijn het poortgebouw, de walmuur, de donjon, de grafelijke residentie en de paardenstallen toegankelijk voor bezoekers.

## Geschiedenis
Voor de bouw van een versterking kozen de graven van Vlaanderen voor een hoge zandduin met moerassige oevers te midden van de Leie-armen. Deze plek had al eerder kortstondige bewoning gekend in de Romeinse tijd (tijdens de 1e-2e eeuw), maar werd daarna opnieuw verlaten.

### Het Gravensteen in de middeleeuwen
Graaf Boudewijn I (837-879) zou de eerste versterking hebben laten oprichten als verdediging tegen de invallen van de Noormannen.
Rond 879 is het Gravensteen een onderdeel van het legerkamp van waaruit de Scheldevikingen de omgeving plunderden.
Graaf Arnulf I (889-965) liet de versterking drastisch verbouwen tot wat gezien kan worden als de eerste echte voorloper van de latere burcht. Op een met hout versterkte ophoging bevond zich een groot centraal gebouw, met verscheidene bijgebouwen, bedoeld voor onder meer de opslag van graan en andere levensmiddelen. Alle gebouwen waren uit hout vervaardigd. In de Miracula Bavonis (midden 10e eeuw) wordt het gebied "novum castellum" of nieuwe versterking genoemd. Er woonden leerbewerkers en mogelijk was er ook al een kapel.
Graaf Robrecht I de Fries (tussen 1029/1032-1093) liet de bestaande versterking drastisch ombouwen. De centrale houtbouw werd vervangen door een grote stenen donjon van 33 bij 18,8 meter, die drie verdiepingen telde. De drie grote zalen boven elkaar, de monumentale stenen trap, de lichtopeningen, de wandhaarden en de latrines beklemtonen de luxe en het comfort van die tijd. Het grote zaalgebouw, of aula, had vooral een representatieve functie. De eigenlijke grafelijke leefruimte of camera moet vlakbij gelegen hebben. Rondom bevonden zich opnieuw houten nutsgebouwen, alsook een toren. Het geheel werd omringd door een omheining.
Tijdens een volgende bouwfase ontstond een mottekasteel, met een kenmerkende opperhof en voorhof. Rond de stenen donjon werd een motteheuvel gevormd met aarde afkomstig uit de rondom gegraven slotgracht. De vroegere benedenzaal, die oorspronkelijk op de gelijkvloerse verdieping lag, werd daardoor een kelder. Op het motteplateau bevonden zich ook allerlei houten bijgebouwen. Een stenen poort en een stenen omheining schermden de opperhof af van een voorhof, waar nutsgebouwen stonden. Mottekastelen waren algemeen verspreid in de 11e en de 12e eeuw. Zo bevestigden de edelen, en dus ook de graaf van Vlaanderen, tegenover de vorst, andere edelen en ondergeschikten hun aanwezigheid in een bepaald gebied. Een grote brand teisterde in 1176 het mottekasteel en de gebouwen op de voorhof.
Graaf Filips van de Elzas (1142-1191) liet op het bestaande kasteel een geheel nieuwe burcht optrekken (1180). De motteheuvel werd verhoogd en verbreed als basis voor een nieuwe reeks houten bijgebouwen. De centrale zaalconstructie werd opgetrokken tot een majestueuze donjon of Hall Keep van zowat 30 m. De poort kreeg een voorbouw en sloot aan bij een omheining met 24 uitkragende torens. Stenen van diverse kleur gaven de militaire architectuur een rijkelijke uitstraling. Zo symboliseerde het kasteel een niet mis te verstaan teken van de grafelijke macht in het woelige Gent, en vormde het een tegenwicht tegen de hoge stenen huizen van de rijke patriciërs aan de overzijde van de Leie. Wellicht nam hij het Krak des Chevaliers als voorbeeld.
Graaf Lodewijk van Male (1330-1384) vond dat het Gravensteen hem te weinig comfort bood en verplaatste de residentiële functie naar het Hof ten Walle (het latere Prinsenhof, waar op 24 februari 1500 keizer Karel V geboren werd). Het kasteel behield wel zijn algemene bestuursfunctie in het graafschap Vlaanderen. Vanaf 1353 werd de Munt van Gent naar het kasteel overgebracht. Vanaf 1407 vond ook de Raad van Vlaanderen, het hoogste rechtscollege in het graafschap, er onderdak. De burcht werd nu ook als gevangenis gebruikt.

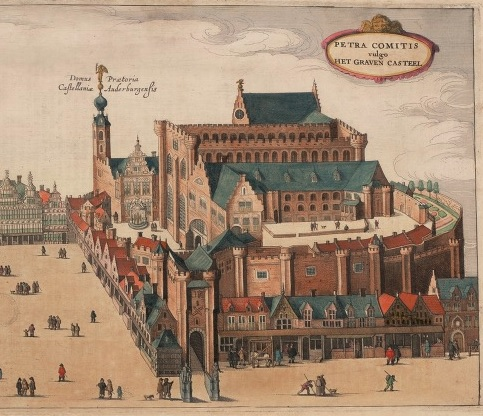
Gravensteen in de 17e eeuw (afbeelding uit Flandria illustrata, 1641)

### Het Gravensteen in de late 18e eeuw en de 19e eeuw

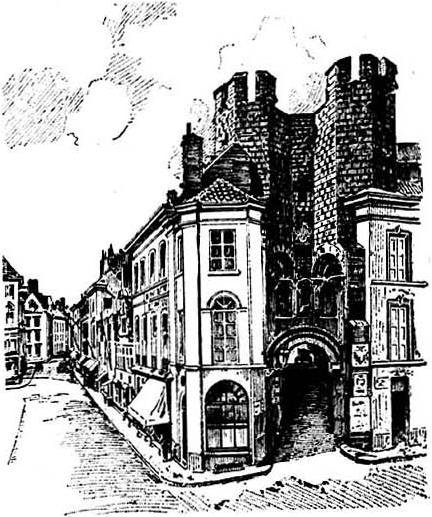
Het Gravensteen voor ontmanteling.

Door de eeuwen heen slibden de grachten langs het Sint-Veerleplein en de Geldmunt dicht. Op deze opvullingen en langs een tot riool gereduceerde gracht bouwden tal van stadslieden huizen, die het grafelijk kasteel tot omstreeks 1900 grotendeels aan het zicht onttrokken.
De Raad bleef het kasteel gebruiken tot 1778, toen men startte met de verkoop ervan aan particulieren. Uiteindelijk was het Jean-Denis Brismaille die zich de voormalige opperhof van het Gravensteen aanschafte en liet ombouwen tot een industrieel complex. In 1807 werd een katoenspinnerij in de donjon ondergebracht, waarbij andere gebouwen dienden als huisvesting voor vijftig arbeidersgezinnen. Deze omvorming van een groot complex als het Gravensteen is kenmerkend voor de eerste industriële ontplooiing in Gent.
Later verhuisden de bedrijven en de arbeiderswoningen naar de rand van de stad. Het zowat volledig vervallen Gravensteen was klaar voor de sloop. Voor het merendeel van de Gentse publieke opinie stond het kasteel symbool voor machtsmisbruik, feodale onderdrukking, gruwelijke foltermethodes en onverdraagzame inquisitie.

### Het Gravensteen vanaf de late 19e eeuw
In de late 19e eeuw werd het Gravensteen geherwaardeerd. Het rijk en de stad kochten het complex in diverse etappes uit particulier bezit terug, en bij ontmantelingswerken werd zowat alles wat niet van Doornikse steen was verwijderd. Zo kwamen de imposante resten van het middeleeuwse kasteel tevoorschijn, en na jaren van administratieve problemen en discussies startte in 1894 een eerste grote restauratie onder leiding van architect Joseph de Waele. In de voetsporen van de grote Franse restaurator Eugène Viollet-le-Duc (1814-1879) opteerde hij voor een eerder romantisch getinte interpretatie van het kasteel ten tijde van graaf Filips van de Elzas. Heel wat details van het huidige Gravensteen, zoals de platte daken en de vensters van het oostelijke bijgebouw, gaan echter zeker niet terug op een reële middeleeuwse situatie.
Door de restauratie kreeg het Gravensteen echter een nieuwe betekenis: het verwierf wereldfaam als het meest bezochte toeristische monument van Gent, zoals bij de Wereldtentoonstelling van 1913. Hoewel het Gravensteen gedurende de hele 20e eeuw een van de meest bezochte monumenten in Gent bleef, had men helaas weinig aandacht voor de instandhouding ervan. Dit leidde tot stabiliteitsproblemen en nieuw verval. Ook wetenschappelijk gezien was het Gravensteen een van de minst bekende grote monumenten van Noord-Europa.
Een eerste reeks opgravingen in 1951-1954 gaven een nieuwe aanzet. De nieuwe herwaardering ging definitief van start met de viering van 800 jaar Gravensteen in 1980, onder impuls van Joan Vandenhoute (1951-1981). Een diagnose van de grootste problemen leidde tot een restauratieprogramma in diverse fasen. Alle consoliderings- en restauratiewerken worden voorafgegaan door nieuw archeologisch bodem- en muuronderzoek. Tezelfdertijd zoekt de stad Gent naar nieuwe vormen voor de culturele en toeristische beleving van dit unieke Gentse monument. Zo werd begin 2002 naast het Gerechtsmuseum, dat kan bogen op een unieke verzameling dwang- en foltertuigen, ook het Wapenmuseum geopend.
Sinds begin 2009 staat de burcht opnieuw in de steigers. Vooral de omwallingsmuur was dringend aan restauratie toe. De typerende klimop verdween toen omdat die het gebouw te veel aantast. Sinds juni 2016 staat het Gravensteen voor twee derden terug in water.

## Polemiek rond de vernieuwingsplannen
In 2021 ontstond polemiek over de vernieuwingsplannen van het Gravensteen, waarbij in het parkje een moderne aanbouw zou worden gebouwd met onthaalpaviljoen, souvenirshop en rolstoellift. Burgerinitiatieven protesteerden en er werden alternatieve voorstellen geformuleerd.

## Studentikoze bezetting
Het Gravensteen is in het Gentse ook bekend om de zogenaamde "Slag om het Gravensteen". Deze vond plaats op 16 november 1949, toen Gentse studenten de burcht bezetten. Dit gebeurde volgens de overlevering uit protest tegen de verhoging van de bierprijs en het feit dat de politie zijn witte helmen zou vervangen door blauwe kepies, zodat ze moeilijker te onderscheiden waren van postbodes en taxichauffeurs. De studenten (Felix de Hemptinne, Tony Claeys, Henry Hubené, Ludo Tollenaere, Valeer Van Overwalle en Jos De Seranno) die het plan bedachten, hadden inderdaad spandoeken met slogans aangaande de bierprijzen en de politiekepies gemaakt, maar volgens getuigenissen van enkele van de initiatiefnemers (Henry Hubené en Jos De Seranno) ging het om een studentengrap zonder expliciete statements, die uit verveling ontstond. Medestudenten werden via een pamflet opgeroepen deel te nemen, met de volgende tekst:

Dit briefje vlug en onopgemerkt laten doorgaan. De inhoud ervan geheimhouden. Commilitones, neemt allen deel aan de reusachtige studentengrap die op touw wordt gezet voor woensdag 16 november. Scenario: bezetting van het Gravensteen. Weest gij ook op post: komt het Gravensteen binnen tussen 14.30 en 15.10 u. Alles is geregeld voor uw aankomst. Komt niet in groepen. Bergt uw flatten in uw zak en blijft kalm en gedisciplineerd. Waarschijnlijk bierclub in het Gravensteen. Brengt munitie van alle slag, doch onopgemerkt, desnoods ook uw boterhammen mee. Einde tussen 18 en 19 uur??? Wachtwoord: Uilenspiegel! Belangrijk bericht: Zweigen. Feind hört mit!

Politie, brandweer en rijkswacht werden ingeschakeld om het Gravensteen te ontruimen, wat uiteindelijk ook lukte. Mede onder druk van de publieke opinie werd geen enkele student gerechtelijk vervolgd.
Tot op de dag van vandaag wordt deze "grootste studentengrap aller tijden" jaarlijks herdacht met de "Gravensteenfeesten" en de "Uylenspiegelfeesten". Dit is elk jaar een feest voor een kleine duizend Gentse studenten. De bezetting is ook herdacht in een lied, De slag om het Gravensteen, dat traditioneel op Gentse cantussen wordt gezongen. Het lied werd door E. De Ridder in opdracht van het K.V.H.V. Gent geschreven. Het werd voor het eerst gepubliceerd in een van de uitgaven van het blad van het K.V.H.V. Gent in 1950 of 1951. De exacte jaargang is onduidelijk aangezien het archief van de UGent niet over deze jaargangen beschikt.

## Gerechtsvoorwerpen en wapens

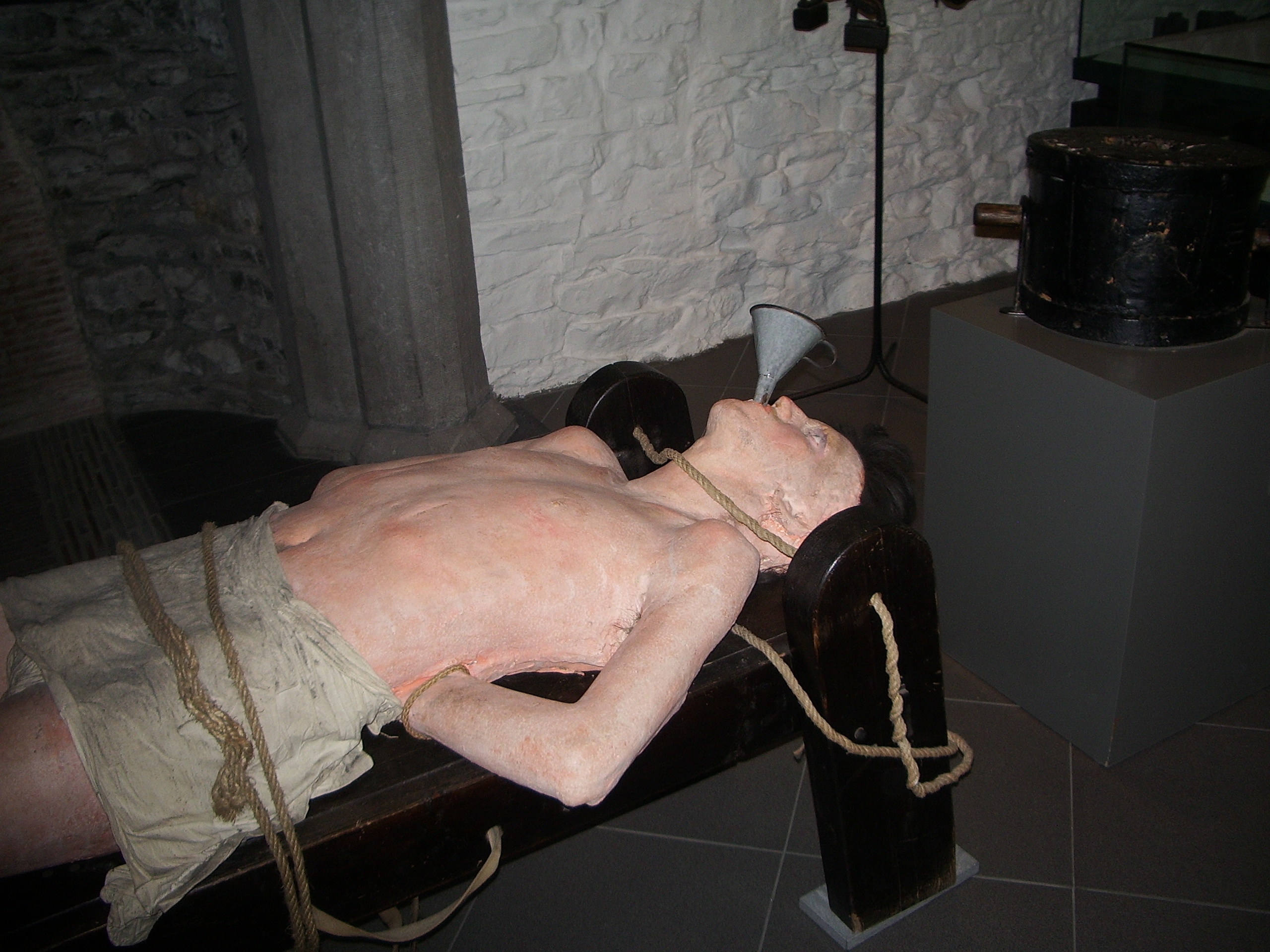
In het museum worden een aantal foltertechnieken uitgebeeld die vroeger gangbaar waren in de rechtspraak.

In het Gravensteen bevindt zich een historische wapencollectie, voornamelijk samengesteld door de 19e-eeuwse industrieel Adolphe Neyt. Ook zijn er nog een aantal gerechtsvoorwerpen en foltertuigen. Dit verwijst naar het feit dat van de 14e tot de 18e eeuw hier het hoogste gerechtscollege van het graafschap Vlaanderen zetelde.

## Toegankelijkheid
Het Gravensteen is dagelijks geopend van 10 tot 18 uur. (Laatste toegang is om 16u40, nadien mogen er geen mensen meer binnen in het Gravensteen) Gesloten op 24, 25 en 31 december en op 1 januari. De toegang is gratis voor inwoners van de stad Gent elke zondag tot 13u.

### Tramhalte
Aan het Gravensteen bevindt zich ook een tramhalte van de Gentse tramlijnen T1 en T2.

## In media
- De 13-eeuwse dichter Jacob van Maerlant bezong het Gravensteen als de sterkste burcht van het land.[9]
- Twee eeuwen voor van Maerlant had kroniekschrijver Giselbert van Bergen vastgesteld dat de burcht niet alleen gebruikt werd als verdediging, maar evenzeer 'om de hoogmoed te breken van de Gentenaars, hovaardig op hun rijkdom en hun versterkte woningen, aan torens gelijk'.[9]

- Het Gentse Gravensteen wordt vermeld in Raymond van het Groenewouds lied Vlaanderen Boven (1978).
- Voor de BBC-dramareeks The White Queen zijn er buitenopnames gemaakt die de omwalling met gracht tonen (de beelden zijn echter aangepast zodat het kasteel vrij staat in de omgeving), alsook zijn er enkele scènes gedraaid op het binnenhof.

- De folterscenes in de reeks De bende van Jan de Lichte werden in het Gravensteen gefilmd. Dat is best waarheidsgetrouw, aangezien het in de 18de eeuw effectief fungeerde als gerechtshof/gevangenis.

## Wetenswaardig
- Het STAM bewaart een gemummificeerde wolvenpoot die waarschijnlijk rond 1700 als trofee aan de poort van het Gravensteen is genageld.[10][11]

## Foto's

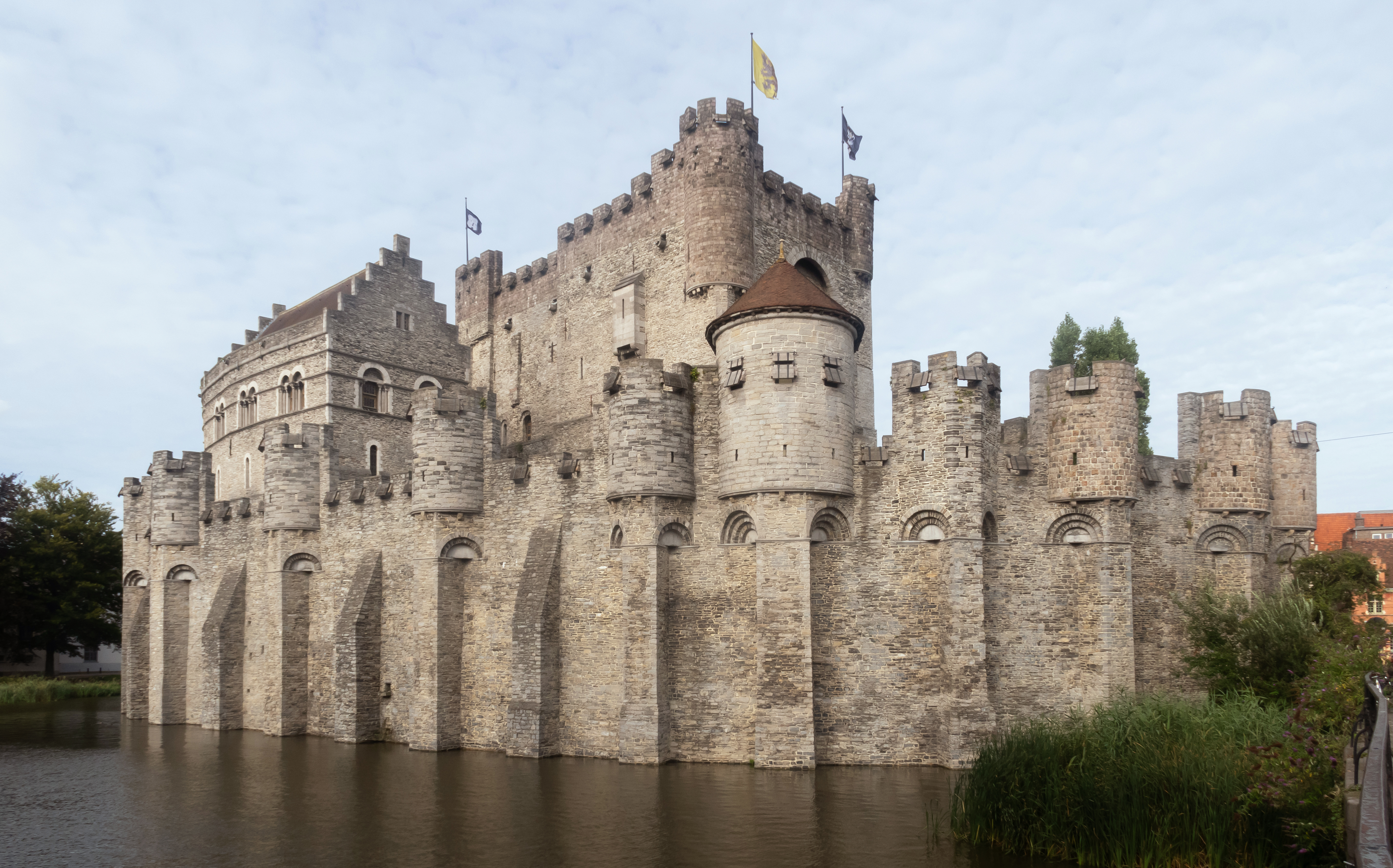
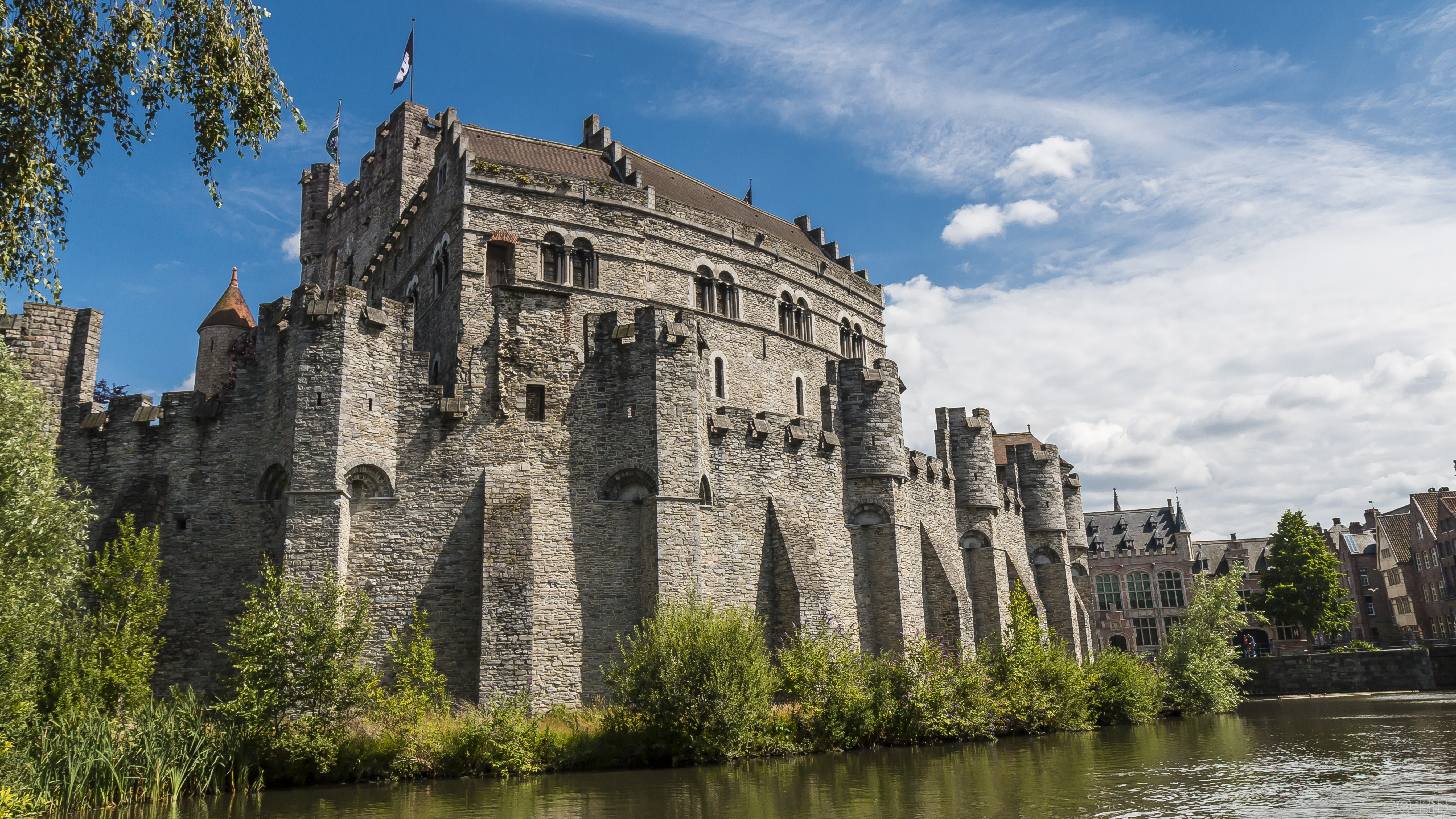
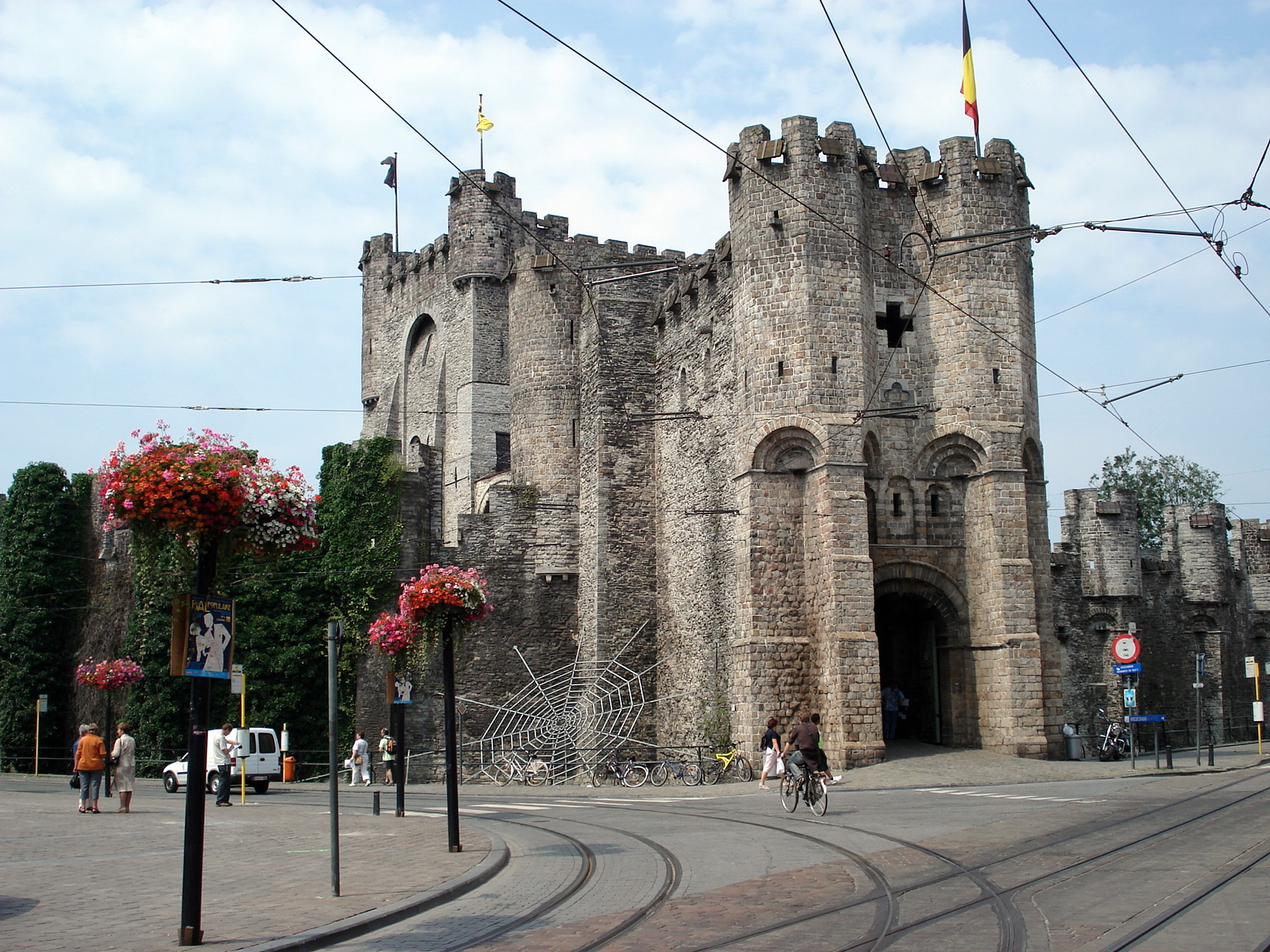
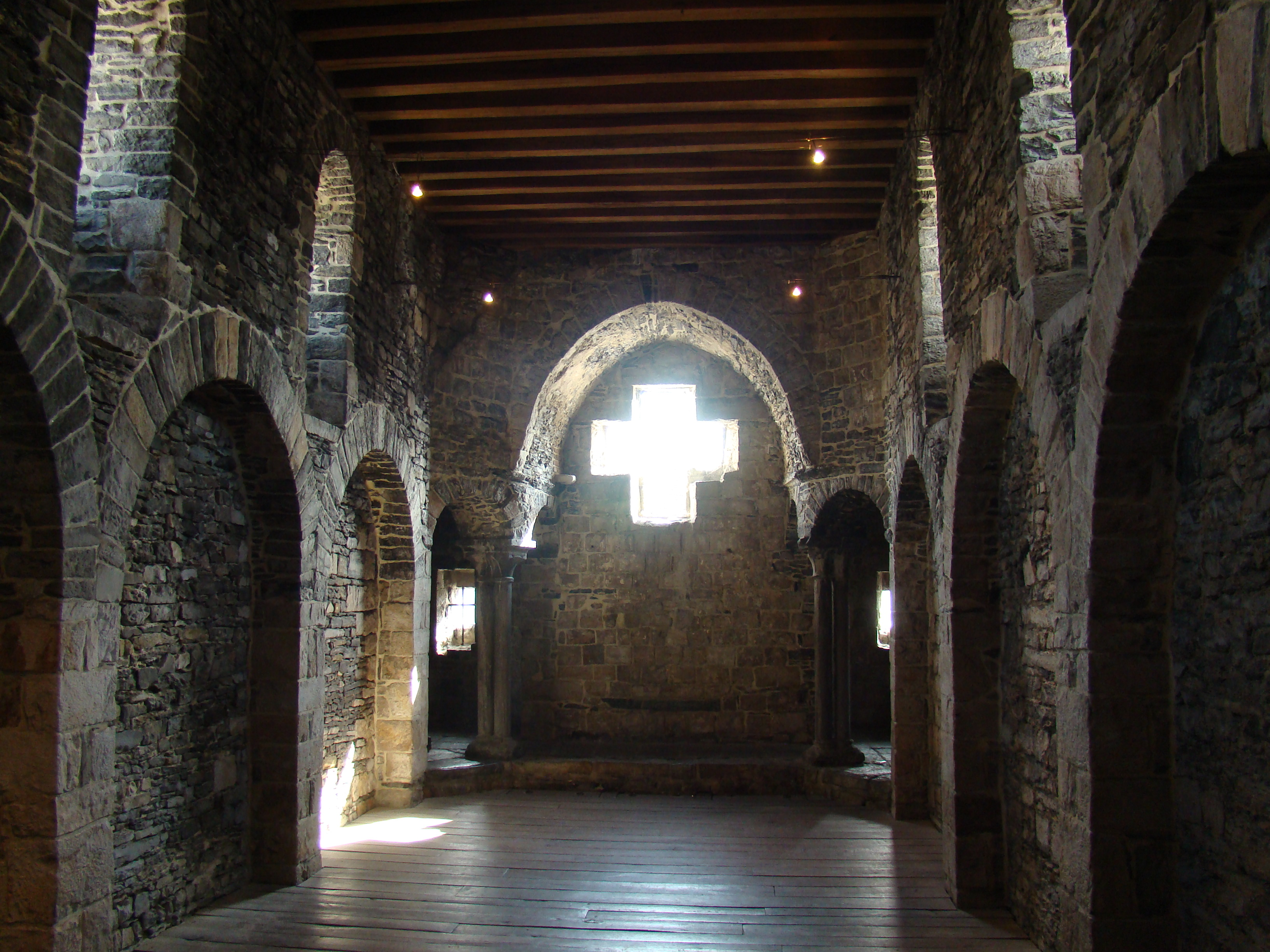
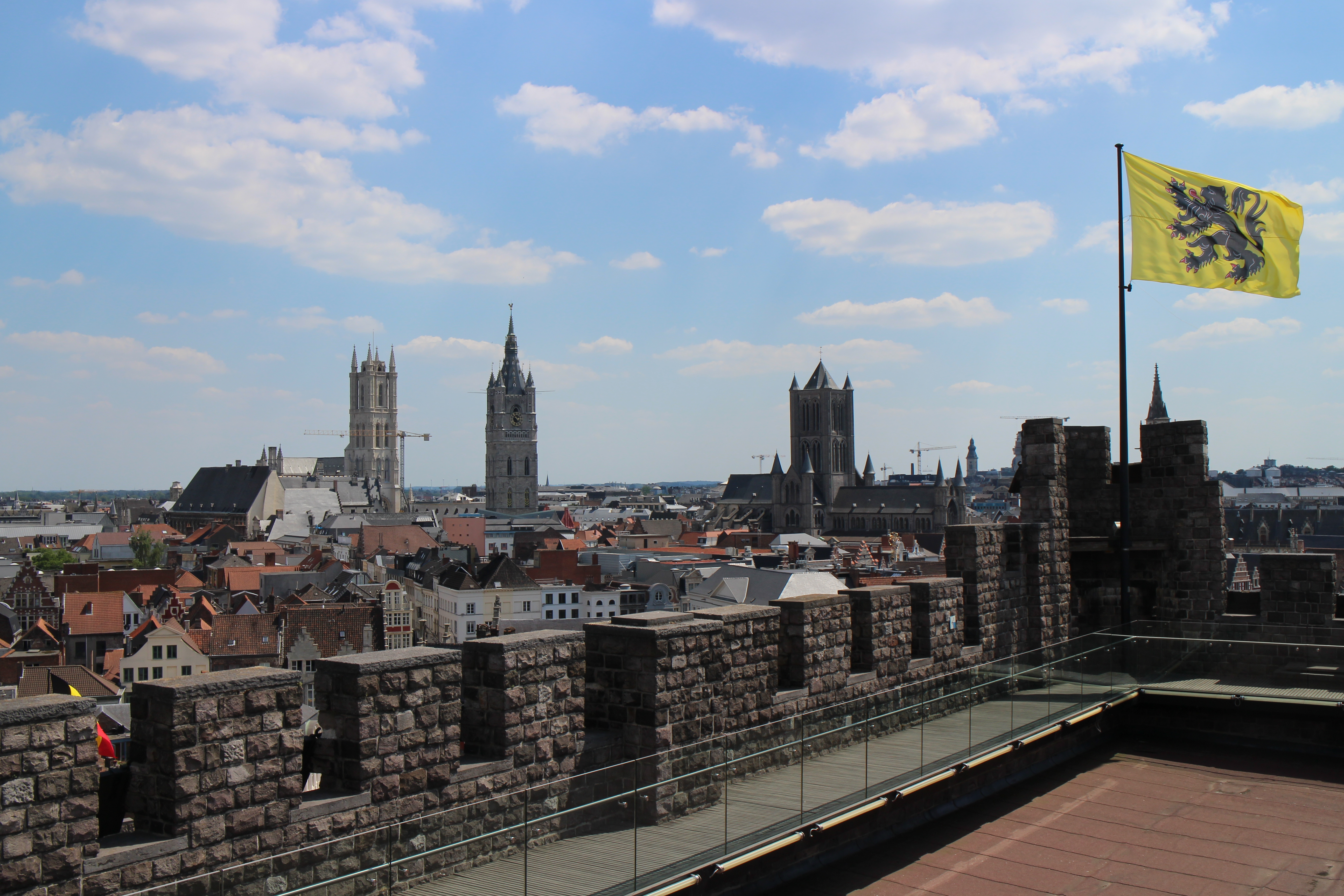